# Rubus truncatifolius
Rubus truncatifolius är en rosväxtart som beskrevs av N.T. Hiep och G.P. Yakovlev. Rubus truncatifolius ingår i släktet rubusar, och familjen rosväxter. Utöver nominatformen finns också underarten R. t. sinhoensis.